# Ейвон (Коннектикут)
Ейвон (англ. Avon) — місто (англ. town) в США, в окрузі Гартфорд штату Коннектикут. Населення — 18 932 особи (2020).

## Демографія
Згідно з переписом 2010 року, у місті мешкало 18 098 осіб у 7009 домогосподарствах у складі 5008 родин. Було 7389 помешкань
Расовий склад населення:
| - 89,8 % — білих - 6,3 % — азіатів - 1,5 % — чорних або афроамериканців - 0,1 % — корінних американців |

До двох чи більше рас належало 1,7 %. Частка іспаномовних становила 3,4 % від усіх жителів.
За віковим діапазоном населення розподілялося таким чином: 26,4 % — особи молодші 18 років, 57,0 % — особи у віці 18—64 років, 16,6 % — особи у віці 65 років та старші. Медіана віку мешканця становила 44,9 року. На 100 осіб жіночої статі у місті припадало 92,8 чоловіків;  на 100 жінок у віці від 18 років та старших — 88,9 чоловіків також старших 18 років.
Середній дохід на одне домашнє господарство  становив 174 681 долар США (медіана — 125 536), а середній дохід на одну сім'ю — 212 387 доларів (медіана — 159 405). Медіана доходів становила 122 191 долар для чоловіків та 79 036 доларів для жінок. За межею бідності перебувало 3,2 % осіб, у тому числі 2,9 % дітей у віці до 18 років та 3,9 % осіб у віці 65 років та старших.
Цивільне працевлаштоване населення становило 8702 особи. Основні галузі зайнятості: освіта, охорона здоров'я та соціальна допомога — 23,6 %, фінанси, страхування та нерухомість — 20,6 %, науковці, спеціалісти, менеджери — 14,0 %, виробництво — 9,3 %.